# Троїце-Ликово (технічна платформа)
55°47′31″ пн. ш. 37°24′02″ сх. д. / 55.79194° пн. ш. 37.40056° сх. д.
«Тро́їце-Ли́ково» (рос. Троице-Лыково) — неофіційна назва технічної платформи, розташованої під пікетом ПК 209 + 01 на перегоні «Крилатське»-«Строгіно» Арбатско-Покровської лінії Московського метрополітену. Об'єкт розташовано приблизно за 1 км на південь від «Строгіно», поруч з однойменним селом та садибою.
Платформу використовують тільки як службову — на ній постійно працює персонал, для посадки і висадки якого в графіку руху поїздів, на випадок необхідності, передбачені зупинки (вхід і вихід здійснюють через кабіну машиніста).

## Технічна характеристика
«Троїце-Ликово» платформа завдовжки 26 м (тобто трохи більше одного вагона) зі сходами по першій колії (на другій колії є тільки невеликий місток з переходом на першу і зі спуском в тунель), що веде в своєрідну центральну камеру, де розташована тягово-знижувальна підстанція, блок технічних приміщень (для обслуговування розташованого у сполучних тунелях ділянки) і аварійний вихід на поверхню. Об'єкт частково примикає до вентшахти № 380.

## Колійний розвиток
Найдовший перегін у Московському метро не має жодної розвилки між станціями «Крилатське» і «Строгіно». Пошерстний з'їзд розташовано тільки перед станцією «Крилатське» по першій колії, і по ній же в тупиках за станцією «Строгіно» (де з'їзд перехресний). Це пов'язано, в першу чергу, з наявністю вищезгаданого переходу між тунелями на «Троїце-Ликово», а також наявністю дотичних платформ завдовжки 25 м у районі Притунельна споруда «Д», таким чином, що дозволяє здійснювати ротацію машиністів до і після зміни.